# Août 1878

## Événements
- 16 août (Russie) : assassinat par Kravtchinski du général Nikolay Mezentsev, chef de la police politique. Devant la multiplication des attentats, le gouvernement renforce les moyens répressifs.
- 18 août : arrivée de renforts en Nouvelle-Calédonie.
- 18 août : l’Américain J.A Fowler traverse la Manche en podoscaphe à pagaie en 11 heures.
- 28 août (Égypte) : sous la pression de ses créanciers, le khédive Isma'il nomme Nubar Pacha à la tête d’un gouvernement dans lequel un Français et un Anglais, membres de la commission de la dette, sont contrôleurs généraux.

## Naissances
- Ladislav Klíma, philosophe et écrivain tchèque († 19 avril 1928).

- 9 août : Eileen Gray, conceptrice de mobilier irlandaise.
- 15 août : Thomas Laird Kennedy, premier ministre de l'Ontario par intérim.
- 17 août : Willi Geiger, peintre et illustrateur allemand († 11 février 1971).

## Décès
- 1er août : Hermann Lebert, médecin et naturaliste allemand (° 1813).
- 13 août : George Gilfillan, religieux protestant, écrivain et poète Écossais (° 30 janvier 1813).
- 27 août : Ludwik Bystrzonowski, noble polonais, journaliste, homme politique et collectionneur d’art (° 24 août 1797).